# Antonio José de Rego
Antonio José de Rego (nascut a Lisboa, ciutat en què morí després del 1821) fou un compositor portuguès.
Va ser director d'orquestra de diversos teatres de la capital portuguesa i va compondre les òperes El trionfo di Emilia; Il conti di Saldagna i Alessandro in Efeso. També va compondre la música per a diferents comèdies i deixà, a més, diverses obres religioses.